# بوابات روديك
بوابات روديك، والمعروفة أيضًا باسم بوابات روديك التذكارية، هي بوابات ضخمة تقع في مدينة مونتريال الكندية وتعمل كمدخل رئيسي لحرم جامعة مكغيل . تقع البوابات في شارع شيربروك غربًا كما تقع في الطرف الشمالي من شارع كلية مكغيل القصير طولًا ولكن الواسع حسب العرض، والذي يبدأ في بلاس فيل ماري .

## تاريخ
في عام 1924، تبرعت إيمي ريدباث روديك ببوابات روديك إلى جامعة مكغيل تخليدًا لذكرى زوجها الراحل، السير توماس جورج روديك، وهو طبيب مشهور وعميد كلية الطب في مكغيل من العام 1901 إلى العام 1908.
إيمي ريدباث روديك (16 مايو 1868 - 16 فبراير 1954) كانت الطفلة الأولى والابنة الوحيدة لأدا ميلز وجون جيمس ريدباث. وأصبحت الزوجة الثانية لتوماس روديك بتاريخ 3 سبتمبر 1906.
في هاربور جريس، نيوفاوندلاند ولابرادور، حيث ولد توماس روديك، توجد هناك نافورة روديك.

## روابط خارجية
قالب:Montreal landmarksقالب:McGillقالب:Public art in Montreal